# Malik Allen
Pour les articles homonymes, voir Allen.
Malik Omar Allen, né le 27 juin 1978 à Willingboro dans le New Jersey aux États-Unis, est un joueur et entraîneur américain de basket-ball. Durant sa carrière, il évolue au poste d'ailier fort dans de nombreuses franchises NBA.